# Последњи Стипанчићи
„Последњи Стипанчићи” је југословенски и хрватски телевизијски филм из 1968. године. Режирао га је Едуард Галић а сценарио је заснован на истоименом роману Вјенцеслава Новака.

## Улоге
| Глумац            | Улога |
| ----------------- | ----- |
| Павле Богдановић  |       |
| Хелена Буљан      |       |
| Ратко Буљан       |       |
| Шпиро Губерина    |       |
| Божена Краљева    |       |
| Фабијан Шоваговић |       |
| Нада Суботић      |       |